# Grant Greenham
Grant Brian Greenham (Perth, 20 de julio de 1974-Greenwood, 23 de agosto de 2018) fue un deportista australiano que compitió en tiro con arco, en la modalidad de arco recurvo.
Ganó una medalla sed bronce en el Campeonato Mundial de Tiro con Arco al Aire Libre de 1991, en la prueba de equipo. Participó en los Juegos Olímpicos de Barcelona 1992, ocupando el séptimo lugar en la misma prueba.

## Palmarés internacional
| Campeonato Mundial al Aire Libre | Campeonato Mundial al Aire Libre | Campeonato Mundial al Aire Libre | Campeonato Mundial al Aire Libre |
| Año                              | Lugar                            | Medalla                          | Prueba                           |
| -------------------------------- | -------------------------------- | -------------------------------- | -------------------------------- |
| 1991                             | Cracovia (Polonia)               | Medalla de bronce                | Equipo                           |